# Aleksiej Sadżaja
Aleksiej Nikołajewicz Sadżaja (ros. Алексей Николаевич Саджая, ur. w lutym 1898 we wsi Patara-Koki k. Zugdidi, zm. 5 listopada 1942) – funkcjonariusz radzieckich organów bezpieczeństwa, komisarz bezpieczeństwa państwowego III rangi, wicepremier Gruzińskiej SRR (1941-1942).

## Życiorys
Gruzin, 1918 członek oddziału partyzanckiego w Abchazji, od 1919 w RKP(b), 1920-1921 w Armii Czerwonej, skończył kursy oficerów politycznych przy Wydziale Politycznym 9 Armii, później w Czece. 1921-1924 pełnomocnik i szef agentury Czeki przy Radzie Komisarzy Ludowych Gruzińskiej SRR, 1924-1926 szef Sekcji Operacyjnej Czeki przy Radzie Komisarzy Ludowych Gruzińskiej SRR, później szef Wydziału Operacyjnego Pełnomocnego Przedstawicielstwa OGPU Zakaukaskiej FSRR i szef Wydziału Operacyjnego GPU przy Radzie Komisarzy Ludowych Gruzińskiej SRR. Od marca do grudnia 1929 szef Miejskiego Oddziału GPU w Kutaisi, od 15 grudnia 1929 do 1930 szef Okręgowego Oddziału GPU w Kutaisi, 1932 szef Wydziału Specjalnego GPU przy Radzie Komisarzy Ludowych Gruzińskiej SRR, od 29 stycznia 1932 do 10 lipca 1934 szef Adżarskiego Obwodowego Oddziału GPU i szef 37 Oddziału Pogranicznego OGPU w Batumi. Od 15 lipca 1934 do 4 czerwca 1935 szef Zarządu NKWD Adżarskiej ASRR, od maja 1935 do marca 1937 zastępca zarządcy trustu, od marca do lipca 1937 I sekretarz Komitetu Miejskiego Komunistycznej Partii (bolszewików) Gruzji w Poti, od lipca 1937 do lutego 1938 I sekretarz Komitetu Miejskiego KP(b)G w Kutaisi. Od 23 lutego do 29 listopada 1938 I sekretarz Adżarskiego Komitetu Obwodowego KP(b)G, od 19 grudnia 1938 do 20 marca 1941 ludowy komisarz spraw wewnętrznych Uzbeckiej SRR, od 28 grudnia 1938 starszy major bezpieczeństwa państwowego, a od 14 marca 1940 komisarz bezpieczeństwa państwowego III rangi. Od 21 marca 1939 do śmierci członek Centralnej Komisji Rewizyjnej WKP(b), od 20 marca do 31 lipca 1941 ludowy komisarz bezpieczeństwa państwowego Uzbeckiej SRR, od 16 lipca 1941 do śmierci I zastępca przewodniczącego Rady Komisarzy Ludowych Gruzińskiej SRR, równocześnie członek Rady Wojskowej Frontu Zakaukaskiego. Deputowany do Rady Najwyższej ZSRR 1 kadencji. Zginął podczas bombardowania na froncie.

## Odznaczenia
- Order Lenina (26 kwietnia 1940 i pośmiertnie 13 grudnia 1942)
- Order Czerwonego Sztandaru Pracy (23 grudnia 1939)
- Order Czerwonego Sztandaru Pracy Gruzińskiej SRR (10 kwietnia 1931)
- Odznaka "Honorowy Funkcjonariusz Czeki/GPU (V)"
- Odznaka "Honorowy Funkcjonariusz Czeki/GPU (XV)" (20 grudnia 1932)